# Leptoceratops
Leptoceratops ist eine Gattung der Vogelbeckensaurier (Ornithischia) aus der Gruppe der Ceratopsia, innerhalb derer er zu den Leptoceratopsidae gerechnet wird.

## Merkmale
Leptoceratops war ein kleiner, behänder Dinosaurier, der eine Länge von 1,2 bis 2,7 Metern erreichte. Der Schädel war groß und wuchtig, trug aber im Gegensatz zu manchen anderen späten Ceratopsia keine Hörner. Wie bei den meisten höheren Ceratopsia war ein aus Scheitel- und Schuppenbein gebildetes Nackenschild, dieses war jedoch relativ flach und klein. Der Schnabel war zugespitzt, die Zähne wie bei allen Ceratopsia für eine pflanzliche Ernährung angepasst. Die Vorderbeine waren sehr kurz, dieser Dinosaurier dürfte sich meist biped (nur auf den Hinterbeinen) fortbewegt haben.

## Entdeckung und Benennung
Die fossilen Überreste von Leptoceratops stammen aus Nordamerika und wurden 1914 von Barnum Brown erstbeschrieben. Funde wurden in Alberta (Kanada) sowie Wyoming und Montana (USA) gemacht. Bislang sind drei vollständige Schädel, zwei teilweise erhaltene Schädel sowie Teile des Körperskeletts bekannt. Der Name leitet sich von den griechischen Wörtern leptos (=„dünn“) und keratops (=„Horngesicht“), einem häufigen Namensbestandteil der Ceratopsia, ab. Typusart und einzig anerkannte Art ist Leptoceratops gracilis.
Die Funde werden in die späte Oberkreide (Oberes Maastrichtium) auf ein Alter von 69 bis 66 Millionen Jahre datiert.

## Systematik
Ursprünglich wurde Leptoceratops bei den Protoceratopsidae eingegliedert, heute jedoch gilt er als Namensgeber der Leptoceratopsidae, einer vorrangig oder ausschließlich auf Nordamerika beschränkten Gruppe der Ceratopsia.